# Zeuctostyla
Zeuctostyla is een geslacht van vlinders van de familie spanners (Geometridae), uit de onderfamilie Ennominae.

## Soorten
- Z. rubricollis Warren, 1904
- Z. vidrierata Dognin, 1893